# Пісня про Арсена
«Пісня про Арсена» («არსენას ლექსი») — радянський двосерійний телефільм 1985 року, знятий режисерами Тенгізом Магалашвілі і Наною Хатіскаці на кіностудії «Грузія-фільм».

## Сюжет
В основу фільму лягла грузинська народна оповідь «Вірш про Арсена». Молодий благородний розбійник Арсен грабує багатих і віддає всю свою здобич бідним та пригнобленим.

## У ролях
- Ладо Бурдулі — Арсен
- Манана Менабде — мати Арсена
- Ія Парулава — Потола
- Зураб Кіпшидзе — Заал Бараташвілі / Парсадан / офіцер
- Дареджан Харшиладзе — Тебро
- Ніала Годзіашвілі — дружина Заала
- Медея Немсіцверідзе — вчителька музики
- Нукрі Магалашвілі — вістовий
- Лія Бахтадзе — Олень
- Михайло Магалашвілі — син Заала
- Каха Таварткіладзе — вчитель природознавства
- Зураб Чхаїдзе — хлопчик на віслюку
- Володимир Джулухадзе — балетний дует
- Нона Магалашвілі — балетний дует
- Тамар Кордзаїя — дочка Заала
- Теона Чарквіані — дочка Заала
- Ека Берідзе — епізод
- Малхаз Гургенашвілі — епізод
- Віка Івкович — епізод
- Катерина Іцкович — епізод
- Ірина Кахідзе — епізод
- Тамуна Кахідзе — епізод
- Темур Кіладзе — епізод
- Гурам Мгалоблішвілі — епізод
- Тарієл Мігдісашвілі — епізод
- Майя Немсадзе — епізод
- Ніно Немсадзе — епізод
- Анна Ніжарадзе — епізод
- Гурам Пірцхалава — епізод
- Майя Цінцадзе — епізод
- М. Ітонішвілі — епізод
- І. Кобіашвілі — епізод
- К. Кочламазашвілі — епізод

## Знімальна група
- Режисери — Тенгіз Магалашвілі, Нана Хатіскаці
- Сценарист — Нана Хатіскаці
- Оператор — Ігор Крепс
- Композитор — Йосип Кечекмадзе